# منطقه میوشی، توکوشیما

Location in Tokushima Prefecture

منطقه میوشی، توکوشیما (به ژاپنی: 三好郡, Miyoshi-gun)، یکی از شهرستان‌های ژاپن است که در استان توکوشیما در ژاپن قرار دارد.